# Alfonso Gomez (Politiker)

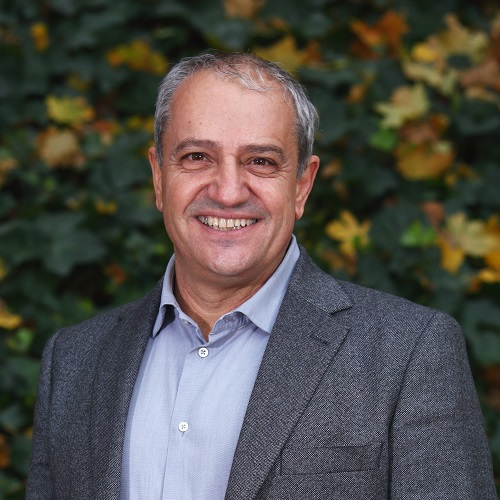
Alfonso Gomez (2020)

Alfonso Gomez Cruz (* 27. Juli 1960 in Corme, Spanien) ist ein Schweizer Politiker (Grüne) und seit dem 1. Juni 2025 Stadtpräsident von Genf.

## Politik
Gomez Cruz ist seit 1999 Mitglied der Grünen des Kantons Genf. Von 2012 bis 2016 war er zunächst Vizepräsident, später Präsident der Stadtgenfer Grünen. Von 2012 bis 2017 war er ausserdem Mitglied im kantonalen Komitee der Genfer Grünen. Zwischen 2013 und 2020 war er Stadtrat von Genf (französisch Conseiller municipale). Von 2016 bis 2018 hatte Gomez Cruz das Amt des Vorsitzenden der Genfer Grünen inne.
Im Jahr 2020 wurde Gomez Cruz in die Genfer Stadtregierung (Conseil administratif) gewählt, in der er dem Departement für Finanzen, Umwelt und Wohnen (Département des finances, de l’environnement et du logement) vorsteht. Vom 1. Juni 2022 bis 31. Mai 2023 hatte Gomez Cruz das Amt des Vizepräsidenten der Stadt Genf (Vice-président) inne. Vom 1. Juni 2023 bis 31. Mai 2024 war er zum ersten Mal Stadtpräsident (Président) von Genf. Nach seiner Wiederwahl in die Genfer Stadtregierung ist er seit dem 1. Juni 2025 erneut Stadtpräsident und hat das Amt bis zum 31. Mai 2026 inne.
Alfonso Gomez Cruz ist verheiratet.